# Silverton (Oregon)
Silverton (korábban Milford majd Silver Creek) az Amerikai Egyesült Államok északnyugati részén, Oregon állam Marion megyéjében elhelyezkedő város, a salemi statisztikai körzet része. A 2020. évi népszámlálási adatok alapján 10 484 lakosa van.
Névadója a Silver-patak.

## Története
Az első telepesek az 1800-as években érkeztek a térségbe. James Smith és John Barger 1846-ban fafeldolgozót létesítettek; 1854-ben a területet elhagyták, és a jelenlegi helyre költöztek.
Silverton 1885-ben kapott városi rangot.

### Andrew Hanlon halála
2008-ban a város nemzetközi figyelmet kapott, amikor Tony Gonzalez rendőr a húsz éves, fegyvertelen ír állampolgárt, Andrew Hanlont ellentmondásos körülmények között öt (Hanlon testvére szerint hét) lövéssel megölte.
Hanlon halála a városban és Írországban is heves reakciókat váltott ki; húsz év óta ez volt az első ilyen eset. A mentális problémákkal küzdő férfi valószínűleg testvéréhez tartva eltévedt. A család nehezményezte, hogy testvérét csak hat órával később tájékoztatták, habár mindössze másfél kilométerre él; továbbá megkérdőjelezték, hogy Gonzalez miért nem a sokkolóját használta. Hanlon édesanyja szerint a város vezetése „összezárt” a rendőr védelmében, mialatt a San Franciscó-i ír követség, valamint Írország kormánya aggodalmukat fejezték ki. A városháza előtti tüntetéseknek nem volt hatása. 2008. június 24-én a Marion megyei bíróság szerint Gonzalez jogosan lőtt, mivel úgy vélte, Hanlonnak fegyvere van. Júliusban Gonzalezt elítélték gyermekbántalmazás miatt, augusztus 1-jén pedig távozott a kapitányságtól. 2008. december 7-én egy tinédzser ellen elkövetett nemi erőszak miatt 6 év és 3 hónap börtönbüntetésre ítélték.

## Földrajz és éghajlat

### Földrajz
Silverton a termékeny Willamette-völgyben, a Silver-pataknál fekszik. A patak a Pudding folyó mellékágaként a Molallával találkozva a Willamette-folyóba torkollik.
Délre az erdős Waldo-domb található. A régió termékenysége az őskori Missoula-tónak köszönhető; a tó 13 ezer évvel ezelőtti áradásai kivájták a Columbia folyó szurdokát, feltöltötték a Willamette-völgyet és létrehozták az Allison-tavat. A víz visszahúzódása vulkanikus és glaciális üledékes talajt hagyott maga után.
A mai Silverton helyén a 19. század közepéig kisebb tölgy- és fenyőállomány volt megtalálható. Az 1850 és 1870 között elterjedt földművelés átalakította a térség növényvilágát, mivel megszűnt a kalapuja indiánok által alkalmazott égetés. A Waldo-domb déli részén az oregoni fehér tölggyel keveredő duglászfenyő- és vöröscédrus-állományok maradtak fenn. Az intenzív kitermelés miatt az erdők mára már csak másod- és harmadültetésű fákból állnak.

### Éghajlat
A város éghajlata mediterrán (a Köppen-skála szerint Csb).
| Hónap                                   | Jan.  | Feb.  | Már. | Ápr. | Máj. | Jún. | Júl. | Aug. | Szep. | Okt. | Nov.  | Dec.  | Év    |
| --------------------------------------- | ----- | ----- | ---- | ---- | ---- | ---- | ---- | ---- | ----- | ---- | ----- | ----- | ----- |
| Rekord max. hőmérséklet (°C)            | 19,0  | 22,0  | 23,0 | 30,0 | 39,0 | 38,0 | 39,0 | 40,0 | 39,0  | 33,0 | 22,0  | 19,0  | 40,0  |
| Átlagos max. hőmérséklet (°C)           | 8,0   | 10,3  | 12,6 | 15,0 | 18,8 | 21,9 | 25,9 | 26,2 | 23,4  | 17,2 | 11,0  | 7,6   | 16,5  |
| Átlagos min. hőmérséklet (°C)           | 1,0   | 1,9   | 3,0  | 4,8  | 7,5  | 10,3 | 12,3 | 12,5 | 10,3  | 7,0  | 3,7   | 1,1   | 6,3   |
| Rekord min. hőmérséklet (°C)            | −16,0 | −14,0 | −7,0 | −2,0 | 0,0  | 3,0  | 6,0  | 4,0  | 1,0   | −5,0 | −11,0 | −18,0 | −18,0 |
| Átl. csapadékmennyiség (mm)             | 173   | 123   | 130  | 94   | 72   | 49   | 18   | 22   | 45    | 92   | 180   | 191   | 1189  |
| Forrás: Western Regional Climate Center |       |       |      |      |      |      |      |      |       |      |       |       |       |

## Népesség
A 2010-es népszámláláskor a városnak 9222 lakója, 3452 háztartása és 2442 családja volt. A népsűrűség 1015,6 fő/km2. A lakóegységek száma 3477, sűrűségük 382,9 db/km2. A lakosok 84,1%-a fehér, 0,2%-a afroamerikai, 0,7%-a indián, 1%-a ázsiai, 0,1%-a a Csendes-óceáni szigetekről származik,  1,7%-a pedig kettő vagy több etnikumú. A spanyol vagy latino származásúak aránya 12,7% (   )
A háztartások 34,6%-ában élt 18 évnél fiatalabb. 54% házas, 12,6% egyedülálló nő, 4,1% egyedülálló férfi, 29,3% pedig nem család. 24,3% egyedül élt; 25,2%-uk 65 éves vagy idősebb. Egy háztartásban átlagosan 2,65 személy élt; a családok átlagmérete 3,15 fő.
A medián életkor 35,8 év volt. A város lakóinak 28,4%-a 18 évesnél fiatalabb, % 18 és 24 év közötti, %-uk 25 és 44 év közötti, %-uk 45 és 64 év közötti, 16,7%-uk pedig 65 éves vagy idősebb. A lakosok 47,6%-a férfi, 52,4%-a pedig nő.

## Kultúra
A Palace Színház az 1900-as évek elején épült és két tüzet (1935-ben és 2012-ben) is túlélt. Egyik tulajdonosa a város korábbi vezetője, Stu Rasmussen, az USA első vállaltan transznemű polgármestere volt.

## Parkok
Silverton közelében található az állam legnagyobb parkja, a Silver Falls Állami Park. A belvárosi Town Square Parkban háborús emlékművet állítottak. Az Oregon Garden 32 hektár területű botanikus kert; itt található a Frank Lloyd Wright által tervezett Gordon ház.

## Látnivalók
A városban „Bobbie, a csodakutya”  és ólja szobrot kaptak; miután az állat Indianában elveszett, Silvertonig 4100 kilométert tett meg egyedül.
A város épületein számos falfestmény látható, köztük Norman Rockwell egy főutcai épületre festett The Four Freedom című alkotása; miután a házat lebontották, a First Streeten elkészült egy másolata.

## Oktatás
Silverton a Silver Falls Tankerület népességközpontja. 1994-ben új középiskola átadásáról döntöttek; az első fázis 1999-ben, a második a 2006-os népszavazást követően pedig 2009-ben készült el. Az oktatás az új helyen 2009 őszén indult el. 2014 októberében pályázatot hirdettek a Schlador iskola felújítására.
2006-ban az önkormányzat és a tankerület megállapodtak a SCAN-TV városi televízió közös üzemeltetéséről.
2017-ben a Silverton High School 1261 diákjának 40%-a érkezett szegény családból, 13%-uk pedig fogyatékkal élő volt. 81%-a fehér, 16%-a spanyol ajkú, 1%-a afroamerikai, 1%-a ázsiai, 1%-a Csendes-óceáni, 1%-a indián, 2%-a pedig egyéb etnikumú volt.

## Film
A Banditák című film első üldözési jelenete Silvertonban játszódik.

## Nevezetes személyek
- Bill Grier, kosárlabdaedző[38]
- Donald Pettit, űrhajós[39]
- Greg Craven, klímaaktivista[40]
- Homer Davenport, karikaturista[41]
- Scott Gragg, amerikaifutball-játékos[42]
- Stu Rasmussen, az USA első vállaltan transznemű polgármestere[43]

## Fordítás
- Ez a szócikk részben vagy egészben  a   Silverton, Oregon című angol Wikipédia-szócikk ezen változatának fordításán alapul.  Az eredeti cikk szerkesztőit annak laptörténete sorolja fel. Ez a jelzés csupán a megfogalmazás eredetét és a szerzői jogokat jelzi, nem szolgál a cikkben szereplő információk forrásmegjelöléseként.